# Maurizio Bonuglia
Maurizio Bonuglia (* 1943 in Rom) ist ein italienischer Schauspieler und Filmregisseur.

## Leben
Bonuglia trat zwischen 1968 und 1977 als Nebendarsteller in etlichen künstlerisch anspruchslosen, aber kommerziell erfolgreichen Filmen in Erscheinung; daneben auch in Luchino Viscontis Ludwig II. Nach fast zehnjähriger Pause kehrte er 1986 für eine Rolle auf die Leinwand zurück, abermals neun Jahre später verfilmte er nach eigenem Drehbuch Notti di paura, der aber in nur wenigen Kopien in Umlauf kam.

## Filmografie (Auswahl)
- 1968: Balduin, der Heiratsmuffel (Le Gendarme se marie)
- 1968: I protagonisti
- 1969: La taglia è tua… l’uomo l’ammazzo io
- 1969: Die Mühle der Jungfrauen
- 1973: Blu Gang
- 1973: Ludwig II. (Ludwig)
- 1974: Identikit
- 1997: Notti di paura (Regie, Drehbuch)